# Tajkury
Tajkury (ukr. Тайкури) – wieś na Ukrainie w rejonie rówieńskim, obwodu rówieńskiego. Miejscowość liczy 619 mieszkańców.
Miasto położone w powiecie łuckim województwa wołyńskiego kanclerz Jerzy Ossoliński w 1645 roku kupił dla syna Franciszka od księcia Jeremiego Wiśniowieckiego.

## Zabytki
- Zamek[2]

## Urodzeni
- Jan Paweł Woronicz – polski biskup rzymskokatolicki, kaznodzieja, jezuita do 1772, poeta, mówca, radca stanu Księstwa Warszawskiego, biskup diecezjalny krakowski w latach 1816–1829, arcybiskup metropolita warszawski i prymas Królestwa Polskiego w latach 1828–1829.